# Discothyrea mixta
Discothyrea mixta is een mierensoort uit de onderfamilie van de Proceratiinae. De wetenschappelijke naam van de soort is voor het eerst geldig gepubliceerd in 1958 door Brown.